# Shemale

Shemale (такође се пише и she-male; такође she-man и he-she) је термин који се најчешће користи у порнографској индустрији за описивање транс жена или других људи са мушким гениталијама и женским секундарним полним карактеристикама (укључујући груди) стеченим путем хормона или хирургијом. Многи људи у трансродној заједници сматрају тај израз увредљивим и понижавајућим. Коришћење израза shemale за транс жену може имплицирати да она ради у трговини сексом.

## Академска употреба
Неки психолози користе термин за трансродне жене које су прошле транзицију, али никада нису биле подвргнуте операцији гениталија.
Неки биолози су користили термин shemale за означавање мужјака нељудских животиња које показују женске особине или понашања, као што су женски феромони које испуштају мушки гмизавци. Џоун Рогарден, биолог и критичар Чарлса Дарвина, одбацила је употребу овог термина у литератури о рептилима, јер каже да је „деградирајући и да је позајмљен из порно индустрије.“ Она пише да су гиноморфни мушкарац и андроморфна жена. преферирано у научној литератури, додајући: Надам се да ће се будући рад на овим животињама обављати са више професионализма.

## Друга употреба
Од средине 19. века, израз she-male се примењује на „скоро свакога ко изгледа да има премоштене родне линије“, укључујући женствене мушкарце и лезбејке. Почетком 19. века, she-male је коришћен као колоквијализам у америчкој књижевности за женску особу, често пејоративно. Цитиран је Дејви Крокет који користи термин у вези са такмичењем у гађању; када његов противник изазове Крокета да пуца у близини његове супруге, Крокет је, како се извештава, одговорио: Не, не, Мајк. Рука Дејвија Крокета би се сигурно тресла, ако је његово оружје уперено на стотину миља од shemale, и ја одустајем од такмичења. Коришћен је током 1920-их за описивање жене, обично феминисткиње или интелектуалке.
Временом је овај израз добио негативнију конотацију и коришћен је за описивање „мрске жене“ или „кучке“. Све до средине 1970-их, коришћен је за описивање асертивних жена, „нарочито жена која није вољена, којој се не верује; кучке“.
Термин је касније добио имплицитни сексуални призвук. У својој књизи из 1990. године, From Masculine To Feminine And All points In Between, Џенифер Ен Стивенс је дефинисала she-male као „обично геј мушкарца који живи пуно радно време као жена; геј трансродну особу.“ Оксфордски речник енглеског језика дефинише she-male као „пасивни мушки хомосексуалац или трансвестит." Користи се као геј сленг за педера.

## Конотације
Џенис Рејмонд је, 1979. године, употребила овај израз као погрдни дескриптор за транс жене у својој контроверзној књизи, The Transsexual Empire: The Making of the She-Male. Рејмонд и друге културне феминисткиње попут Мери Дејли тврде да је „she-male“ или „мушко-конструисана жена“ и даље мушкарац и да представља патријархални напад мушкараца на женску суштину. Ово се често сматра делом трансексклузивне радикалне феминистичке (ТЕРФ) идеологије. У неким културама, shemale се такође може користити наизменично са другим терминима који се односе на транс жене.
Термин је од тада постао погрдан термин који се примењује на транс жене. Психолози Дејна Финеган и Емили Мекнели пишу да тај израз „тежи да има понижавајуће конотације“. Француски професор Џон Филипс пише да је shemale „језички оксиморон који истовремено одражава, али, својом немогућношћу, изазива [родно] бинарно размишљање, урушавајући поделу између мушког и женског.” Транс ауторка Лесли Фајнберг пише: 'he-she' и 'she-male' описују родни израз особе са првом заменицом, а родни пол са другом. Цртица сигнализира кризу језика и очигледну друштвену контрадикцију, пошто би пол и род 'требали' да буду подударни. Џек Халберстам, директор Института за истраживање жена, рода и сексуалности, описује женског мушкарца као „понижавајући порнографски израз”. Савез хомосексуалаца и лезбејки против клевете саопштио је да је тај израз „дехуманизујућа увреда“ и да се не би требало користити „осим у директном цитату који открива пристрасност цитиране особе“.
Вилов Аруне је написала: „Коришћење израза she-male за транссексуалну жену сматрало би се веома увредљивим, јер имплицира да она ради 'у [секс] трговини' и може се сматрати клеветничким.“ Мелиса Дитмор, из Пројекта за права трафикованих особа, каже да је израз „изум сексуалне индустрије, а већини трансжена тај израз је одвратан.“ Биологискиња и трансродна активисткиња Џулија Серано наводи да је то и даље „погрдно или сензационалистичко“. Према сексуалној колумнисткињи Регини Лин: порнографски трговци користе  'she-male' за врло специфичну сврху — да продају порнографију стрејт момцима без изазивања њихове хомофобије — ништа да раде са стварним трансродним људима (или помажу мушкарцима да превазиђу своју хомофобију, такође).
Неки су усвојили термин као самодескриптор, често у контексту сексуалног рада. Ауторка која није у складу са родом, Кејт Борнштајн је написала да је пријатељица која се идентификовала као 'she-male' описала себе као „сисе, велику косу, пуно шминке и курац“. Порнографска глумица Венди Вилијамс је изјавила: Не мислим да су tranny и she-male увреде. То су биле речи које су првобитно коришћене да би лаици могли да разумеју производе које купују у порнографији. Постоји више питања о којима морамо да бринемо: самоубиство, стопа бескућника, добијање образовање и проналажење посла као транс жене. Према сексуалној колумнисти Саши: Термин shemale се користи у [порнографском] окружењу да означи фетишизирану сексуалну личност и обично га не користе трансродне жене ван секс рада. Многе трансродне жене су увређене овом категоризацијом и називају себе T-girls или транс.

## У популарној култури
Поред употребе у порнографији, термин је коришћен као ударна линија или за реторички ефекат. Флора Финч је глумила у The She-Male Sleuth, филмској комедији из 1920. године. Као део пројектa уметност 42. улице из 1994. године дизајнерка Адел Лац претворила је бившу радњу на Тајмс скверу под називом American Male у "American She-Male", са луткама јарких боја и одећом направљеном од кондома. Епизода Ометени у развоју из 2004. године под називом Sad Sack имала је гег у којем Меби превари Линдси да обуче кошуљу на којој пише „Shémale“, како би убедила удварача Линдзи да је трансродна особа. Филмски критичар Манола Даргис писала је о недостатку „правих жена“ у летњим блокбастерима, тврдећи да у комедијама Џада Апатоуа глуме мушкарци који се понашају више као главне даме: Ово нису мушкарци које ћете наћи на задњим страницама The Village Voice, имајте то на уму. Мушкарци које Апатоу приказује на екрану су анатомски неоштећени: емаскулирани су, али нису кастрирани, као што вас подсећају поновљене слике плутајућих гениталија у Forgetting Sarah Marshall.
Реч је наишла на екстремне критике када је коришћена током четврте епизоде Руполове дрег трке сезоне 6. Лого ТВ, станица за емитовање емисије, објавила је изјаву 14. априла 2014. године у којој каже: Желели смо да се захвалимо заједници што је поделила своју забринутост око недавног сегмента и употребе термина 'she-mail' на Drag Race. Лого ТВ је повукла епизоду са свих наших платформи и тај изазов се више неће поновити. Штавише, из нових епизода серије уклањамо увод 'You've got she-mail'. Нисмо имали намеру да нанесемо било какву увреду, али ретроспективно схватамо да је то било неосетљиво. Искрено се извињавамо.